# Каджар, Мансур Мирза
Мансур Мирза Каджар, принц персидский (азерб. Mansur Mirzə Qacar, 1869—1931, Баку) — российский и азербайджанский военный деятель, полковник.

## Биография

### Происхождение
Родился 3 сентября 1869 года. Сын персидского принца полковника 18-го драгунского Северского короля Датского Христиана IX полка Хан-Баба-Хана, внук персидского принца Бахмана Мирзы и известного азербайджанского писателя-просветителя Мирзы Фатали Ахундова. Происходил из иранской династии Каджаров, царствовавшей на территоирии современного Ирана, Ирака, Афганистана и прочих земель с 1796 по 1925 год.

### Начало военной карьеры
Общее образование получил во Владикавказском реальном училище. В службу вступил рядовым на правах вольноопределяющегося 2-го разряда по образованию в 43-й драгунский Тверской полк 31 октября 1888 года. Произведён в унтер-офицеры 9 мая 1889 года.
Командирован в Елисаветградское кавалерийское юнкерское училище 14 июля 1889 года. По окончании училища по 1-му разряду 27 июля 1891 года произведён в эстандарт-юнкеры.
18 мая 1892 года произведён в корнеты с переводом в 37-й драгунский Военного ордена генерал-фельдмаршала графа Миниха полк. Старшинство в чине с 1 сентября 1891 года. Произведён в поручики 15 марта 1896 года.
20 апреля того же года пожалован серебряной медалью в память царствования императора Александра III.
Находился в составе войск, присутствовавших на коронации императора Николая II и в числе прочих 14 мая 1896 года пожалован серебряной медалью в память коронования Николая II.
15 марта 1898 года произведён в штабс-ротмистры. 13 октября 1898 года командирован в Офицерскую кавалерийскую школу для прохождения курса отдела эскадронных и сотенных командиров. Окончил курс школы с оценкой «успешно» и 15 октября 1900 года отчислен обратно в полк.
17 сентября 1901 года назначен заведующим полковой учебной командой. 30 октября 1901 года высочайше разрешено принять и носить пожалованный персидский орден Льва и Солнца 3-й ст. С 15 июля по 18 октября 1902 года временно командовал 2-м эскадроном. 20 декабря 1902 года назначен командующим 2-м эскадроном. 8 сентября 1903 года награждён орденом Св. Станислава 3-й ст.

### В Амурском казачьем войске
19 февраля 1904 года был командирован в распоряжение наказного атамана Амурского казачьего войска. 22 марта прибыл к новому месту службы.

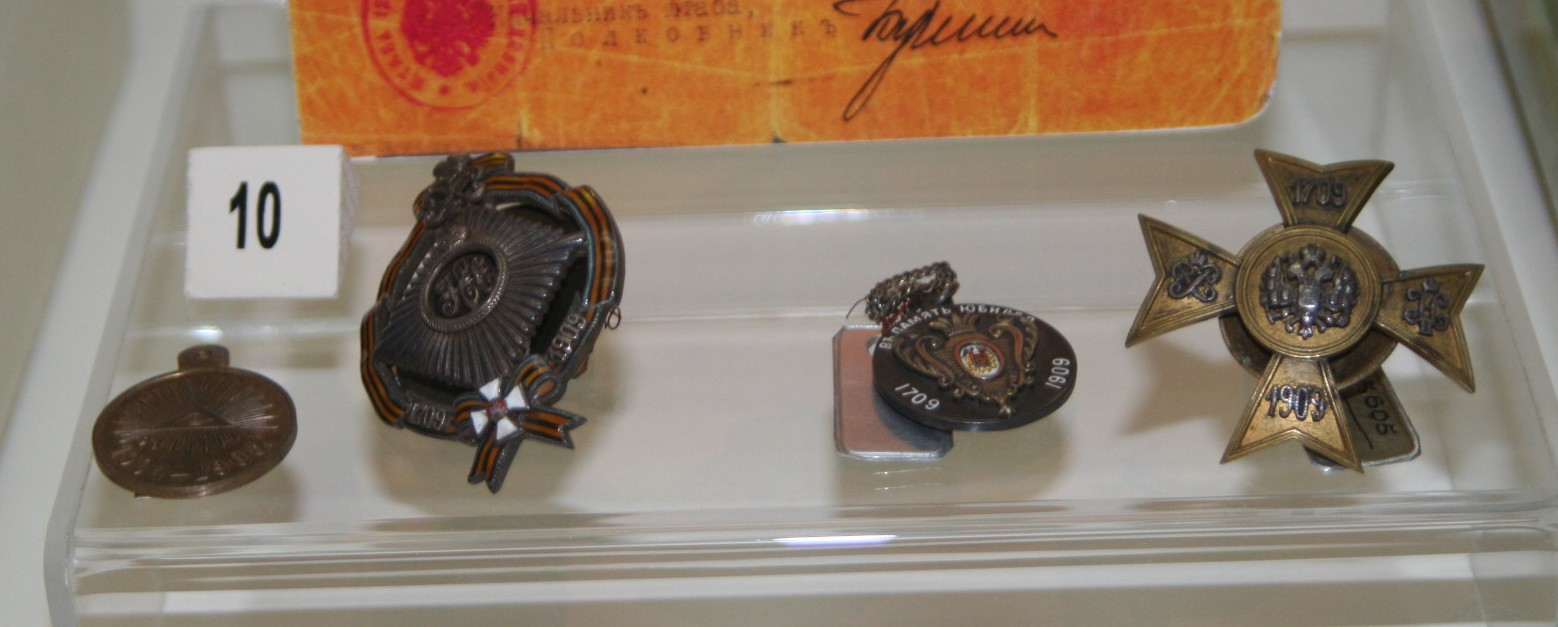
Награды и памятные знаки Мансур Мирзы Каджара. Музей истории Азербайджана, Баку

Был участником русско-японской войны 1904—1905 гг.
20 апреля 1904 года назначен командиром 4-й сотни Амурского казачьего полка. 7 июля переименован в подъесаулы.
После окончания войны, 16 января 1906 года был переведён на службу в 37-й драгунский Военного ордена генерал-фельдмаршала графа Миниха полк с переименованием в штабс-ротмистры. 28 января назначен командующим 3-м эскадроном.
За русско-японскую войну был удостоен следующих наград:
- 7 ноября 1904 года — «За разновременные отличия в делах против неприятеля» Орден Святой Анны 4-й ст. с надписью «За храбрость»
- 26 декабря 1904 года — «За отличия в делах против японцев с 1 по 7 ноября 1904 года» орден Св. Владимира 4-й ст. с мечами и бантом
- 7 февраля 1905 года — орден Святого Станислава 2-й ст. с мечами и орден Св. Анны 2-й ст. с мечами

8 мая 1907 года за выслугу лет произведён в ротмистры, со старшиством в чине с 15 марта 1902 года. Сдал 3-й эскадрон 26 января 1908 года.
Высочайшим приказом от 20 февраля 1908 года «уволен от службы за болезнью подполковником и исключён из списков полка».

### Служба в Бакинском градоначальстве
Приказом по Бакинскому градоначальству 30 апреля 1908 года, согласно прошению, допущен к исполнению обязанностей обер-офицера для особых поручений при Бакинском градоначальнике (без содержания). Высочайшим приказом по военному ведомству 18 сентября 1908 года определён на службу по министерству внутренних дел, с зачислением по армейской кавалерии — прежним чином ротмистра, со старшинством в чине с 13 октября 1902 года. Приказом по Бакинскому градоначальству 26 июня 1910 года назначен исправляющим должность штаб-офицера для особых поручений при градоначальнике (без содержания).
Высочайшим приказом по военному ведомству 15 октября 1910 года произведён в подполковники, со старшинством с 26 февраля 1910 года и с утверждением в должности штаб-офицера для особых поручений при Бакинском градоначальнике.
Уволен от службы 13 января 1913 года.

### Первая мировая война
Участник Первой мировой войны.

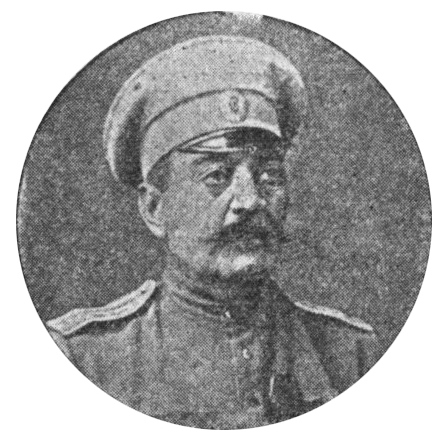
Подполковник Мансур Мирза Каджар, 1915

23 сентября 1914 года подполковник принц Мансур Мирза Каджар был переведён в резерв чинов при штабе Киевского военного округа. 30 июля 1915 года «За отличие в делах против неприятеля» числящийся по армейской кавалерии и в резерве чинов при штабе Киевского военного округа, состоящий в 12-м драгунском Стародубовском полку персидский принц Мансур Мирза Каджар был произведён в полковники (со старшинством в чине с 14 января 1915 года). На 1 августа 1916 года в том же чине и должности. Был ранен.
Высочайшим приказом от 7 февраля 1916 года было утверждено пожалование командующим 9-й армией, за отличия в делах против неприятеля Георгиевского оружия,
за то, что в бою 10 июня 1915 г. у д. Рудзвияны перешёл с 3 эскадронами в контр-атаку на наступавшего в превосходных силах противника, довёл их до удара в штыки, сам, будучи контужен и оставшись в строю, отбросил противника к самому берегу р. Днестра и удерживался в занятых окопах в течение суток, захватив при атаке более 100 пленных.

### Последние годы жизни
В. П. 4 августа 1916 года старшинство в настоящих чинах полковнику, числящемуся по армейской кавалерии, состоящему в резерве чинов при штабе Киевского военного округа и в 12-м драгунском Стародубовском полку, Персидскому принцу Мансур-Мирзе, с 14 января 1914 года.
Приказом Временного правительства армии и флоту о военных чинах Cухопутного ведомства от 19 октября 1917 года полковник 12-го драгунского Стародубовского полка принц Мансур-Мирза был назначен командиром 12-го гусарского Ахтырского полка. Согласно удостоверению, выданному в Одессе, полковник принц Мансур-Мирза продолжал оставаться командиром полка и в декабре 1917 года (удостоверение находится на хранении в Национальном музее Истории Азербайджана в Баку).
В марте 1918 года принц уже находился в Баку. Позже служил на гражданской службе. Умер от миокардита.